# Exulansis
Exulansis ist eine 2016 gegründete Metal-Band.

## Geschichte
Schlagzeuger und Sänger Mark „M“ Morgan, Gitarrist und Sänger James „J“ Henderson sowie die Streicherin und Sängerin Andrea „A“ Morgan gründeten Exulansis circa 2016 als gemeinsames Projekt. Die Mitglieder wollten eine antifaschistische Überzeugung mit ihrer Musik zwischen Extreme Metal und Folk kombinieren. Erste Aufnahmen wurden als Demos digital und als Musikkassette über Bandcamp im Selbstverlag herausgegeben. Das mit Patrick Hills im Earth Tone Studio aufgenommene und weit gelobte Debütalbum Sequestered Sympathy erschien erst ebenfalls digital im Oktober 2019. Einen Monat später als Musikkassette über Transylvanian Recordings, und im Mai 2020 als Langspielplatte über Alerta Antifascista. Das Album bewerbend, trat die Band  landesweit sowie auf Festivals wie dem Northwest Terror Fest in Seattle auf.
Mit Verweis auf die Themen des Albums „Verlust, Trauer und Leid“ attestierte Ollie Fröhlich vom Ox-Fanzine, dass diese Themen „in der letzten Zeit [selten] jemand schöner und mitreißender vertont“ habe. Zax von Noob Heavy nannte es ein großartiges und überraschendes Album.  Für Teeth of the Divine sprach Erik T davon, dass es zu den besten Alben des Jahres gehöre. Ähnlich wurde das Album in Headbanger Reviews als ein höllisch gutes Album gelobt, das darauf hindeute, dass von Exulansis noch viel zu erwarten sei. Eden Kupermintz schrieb für Heavy Metal Blog is Heavy, dass es Exulansis gelänge, die Grenzen des Metal zu erweitern und dabei trotz der Vielfalt der unterschiedlichen Einflüsse etwas Stimmiges und Besonderes zu erschaffen.

## Stil
Initial wollten die Mitglieder von Exulansis eine antifaschistische Überzeugung mit Elementen des Black- und Doom-Metal sowie der Folk- und Kammermusik kombinieren. Entsprechend der unterschiedlichen Einflüsse fallen die durch Rezensenten vorgenommenen Kategorisierung der Musik uneinheitlich aus. Als Genre und Vergleichsgrößen verweisen Rezensenten auf Black Doom und Blackgaze, Gothic Metal und Doom Metal, Folk und Neoklassik gleichermaßen. Mitunter wird in Rezensionen, wie jener für Heavy Blog is Heavy verfassten, darauf verwiesen, dass die Band die Grenzen des Metal neu definierten.
Olli Fröhlich vom Ox-Fanzine beschreibt Exulansis im Resultat der Einflüsse als „eine Black-Metal-Band, die aber viel Folk und Baumstreichler-Feeling in ihre Musik einfließen lässt, was sicher auch am Violinspiel von Andrea Morgan liegt. Da überrascht es schon, dass nach mehreren Minuten der Titelsong von Folk ansatzlos in Black-Metal-Raserei übergeht. Aber über weite Strecken bleibt es beim nicht amplifiziertem Vortrag mit traurigem Gesang, passend, dreht sich das Album doch inhaltlich um Verlust, Trauer und Leid.“ Das Violinspiel, die Dynamik der Musik und die Emotionalität des Gesang heben auch weitere Rezensenten als besonders gelungene und stimmige Bestandteile der Musik hervor.

## Diskografie
- 2016: Demo MMXVI (Demo, Selbstverlag)
- 2017: Cyclical Sentient Struggle (Demo, Selbstverlag)
- 2019: Sequestered Sympathy (Album, Transylvanian Recordings/Alerta Antifascista)
- 2023: Overtures of Uprising (Album, Bindrune Recordings)
- 2023: Hymns of Collapse (Album, Bindrune Recordings)